# Claire Du Brey
Claire Du Brey (Bonners Ferry, 31 de agosto de 1892-Los Ángeles, 1 de agosto de 1993) fue una actriz estadounidense. Apareció en más de doscientas películas entre 1916 y 1959. 
Claire Du Brey creció en la ciudad de Nueva York y recibió su educación en conventos. Su carrera como actriz comenzó con la productora Universal y en uno u otro momento acabó trabajando con todas las grandes compañías. Algunas de las obras más importantes en las que trabajó fueron: The Wishing Ring Man, The World Aflame, What Every Woman Wants, The Spite Bride, Americanism y The Walk Offs.
En su biografía, es destacable su competencia en deportes atléticos, siendo especialmente notable en natación, equitación, golf, tenis entre otros. Así mismo, Claire du Brey tenía un vivo interés en la horticultura y jardinería.
El 1 de agosto de 1993, Du Brey murió en Los Ángeles a la edad de cien años.

## Filmografía seleccionada
- The Piper's Price (1917)
- The Drifter (1917)
- The Fighting Gringo (1917)
- Hair-Trigger Burke (1917)
- The Honor of an Outlaw (1917)
- A 44-Calibre Mystery (1917)
- The Almost Good Man (1917)
- Six-Shooter Justice (1917)
- The Rescue (1917)
- Pay Me! (1917)
- Triumph (1917)
- Anything Once (1917)
- Dangerous Hours (1919)
- Two Sisters (1929)
- Ramona (1936)
- Muñecos infernales (1936)
- The Affairs of Annabel (1938)
- Jesse James (1939)
- Dakota (1945)
- The Best Years of Our Lives (1946)
- Abbott and Costello Meet the Killer, Boris Karloff (1949)